# Kamiel Festraets
Kamiel Festraets, geboren als Julien Louis Camille Festraets (* 17. Februar 1904 in Sint-Truiden; † 1974 ebenda) war ein flämischer Uhrmacher.

## Leben
Festraets war der Sohn eines Uhrmachers und arbeitete schon früh im Geschäft seiner Eltern. Nebenbei studierte er aber auch Mathematik und Mechanik. Er konstruierte verschiedene Salonuhren mit astronomischen Anzeigen und gewann mit seinem ersten Modell 1935 auf der Weltausstellung in Brüssel eine Goldmedaille.
Seine größte Leistung war jedoch die Errichtung der Astronomischen Uhr in Sint-Truiden. Festraets arbeitete von 1937 bis 1942 allein an dem Uhrwerk, einer über 6 Meter hohen und rund 4000 kg schweren Konstruktion mit diversen Automaten und astronomischen Indikationen. Später entstanden noch drei weitere Teile, das Schiff mit einer Gezeitenanzeige von 12 Welthäfen, ein Foucaultsches Pendel und eine Anzeige der jährlichen Erdbewegung um die Sonne. Alle vier Uhrteile wurden 1968 in das Festraetsstudio im Beginenhof Sint-Truiden verbracht. Allein für die Montage benötigte man zwei Monate.
Festraets kümmerte sich auch um den Fortbestand der Uhrmacherzunft in Saint-Truiden. Er bildete in seinem Atelier mehrere Uhrmacherlehrlinge aus und stiftete eine Schule in Löwen.